# St Columb Minor Rural
St Columb Minor Rural var en civil parish från 1894 till 1934 då den blev en del av Colan och Newquay, i grevskapet Cornwall, i England. Civil parish var belägen 18 km från Truro och hade 1 728 invånare år 1931.